# Arrondissement Fontainebleau
Fontainebleau is een arrondissement van het Franse departement Seine-et-Marne in de regio Île-de-France. De onderprefectuur is Fontainebleau.

## Kantons
Het arrondissement was tot 2014 samengesteld uit de volgende kantons:
- Kanton La Chapelle-la-Reine
- Kanton Château-Landon
- Kanton Fontainebleau
- Kanton Lorrez-le-Bocage-Préaux
- Kanton Moret-sur-Loing
- Kanton Nemours

Na de herindeling van de kantons bij decreet van 18 februari 2014, met uitwerking in maart 2015, is de samenstelling als volgt:
- Kanton Fontainebleau (24/34)
- Kanton Montereau-Fault-Yonne   (7/21)
- Kanton Nangis (1/46)
- Kanton Nemours